# Five Dollar Bob’s Mock Cooter Stew
Five Dollar Bob’s Mock Cooter Stew — третий мини-альбом американской гранж-группы Mudhoney, вышедший 26 октября 1993 года на лейбле Reprise Records. Вокалист Mudhoney Марк Арм говорил об этом мини-альбоме, как о возможности для фанатов «получить новые песни группы в перерыве между записью альбомов».

## Информация о песнях
Этот мини-альбом является сборником из семи песен, четыре из них на тот момент были новыми и до этого не выпускались. Другие две — очень редкие, а последняя является перезаписью уже записанной и выпущенной песни. Эта песня — «Make It Now», которая уже была выпущена на альбоме Piece of Cake. В этот раз она была перезаписана и названа «Make It Now Again». Песни «Deception Pass» и «Underide» уже выпускались на синглах.
Все песни, кроме «Deception Pass» и «Underide», были записаны 1 августа 1993 года на студии Hanszek Audio в Сиэтле. «Deception Pass» и «Underide» были записаны в 1992 году на студии Egg Studios.

## Информация из буклета альбома
В буклете имя продюсера Курта Блока часто написано, как 'Curt' and 'Kurdt'. Эти ошибки на самом деле шутки, они являются отсылками к фронтмену группы Nirvana Курту Кобейну, который часто специально писал своё имя неправильно.
На обложке присутствует фотография, оригинал которой находится в Университете Северной Каролины.

## Список композиций
1. «In the Blood» — 3:08
2. «No Song III» — 4:11
3. «Between Me & You Kid» — 3:38
4. «Six Two One» — 2:35
5. «Make It Now Again» — 4:35
6. «Deception Pass» — 2:52
7. «Underide» — 2:08

## Принимали участие в записи
- Марк Арм — гитара, вокал
- Стив Тёрнер — гитара, бэк-вокал в песне «Deception Pass»
- Мэтт Лукин — бас-гитара, бэк-вокал в песне «Deception Pass»
- Дэн Питерс — барабаны
- Скот МакКоуи — бэк-вокал в песне «Deception Pass»
- Тодд Хатчинсон — бэк-вокал в песне «Deception Pass»
- Боб Виттекер — бэк-вокал в песне «Deception Pass»
- Курт Блок — продюсер

## Позиции в чартах
| Год  | Альбом                             | Чарт        | Позиция |
| ---- | ---------------------------------- | ----------- | ------- |
| 1993 | Five Dollar Bob’s Mock Cooter Stew | Heatseekers | No. 13  |